# Aourir (kommun)
Aourir (franska: Aourir (CR), Aourir (Commune Rurale), arabiska: امسكروض) är en kommun i Marocko.   Den ligger i prefekturen Agadir-Ida-Ou-Tanane och regionen Souss-Massa, i den centrala delen av landet, 500 km sydväst om huvudstaden Rabat. Antalet invånare är 5 673.